# Puzzle (Gianna Nannini)
Puzzle pubblicato nel 1984 è il sesto album della cantautrice italiana Gianna Nannini.

## Descrizione
Il tema dell'album è quello del desiderio di ricostruire la vita dalle radici, come le tessere di un puzzle.
L'album è tra i più fortunati della stagione artistica, piazzandosi al secondo posto dei dischi più venduti dell'anno in Italia. Il singolo estratto, Fotoromanza, schiude le porte per la prima volta alla Hit Parade italiana e finisce per essere il quarto singolo più venduto dell'anno. L'album riscuoterà grande successo anche in Germania, Austria e Svizzera (prima posizione nella classifica Svizzera), dove Gianna aveva ottenuto già consensi di gran lunga maggiori.
Il lancio del singolo e dell'album si avvalse della regia di Michelangelo Antonioni per la realizzazione del video di Fotoromanza e di un altro estratto, Ballami, uno dei primi casi in Italia di videoclip girati da un cineasta. Tuttavia, in Italia, il secondo singolo di successo non fu Ballami, ma Kolossal.

## Tracce
1. Kolossal (Nannini/Riva/Nannini) - 4.00
2. Fotoromanza (Nannini/Riva/Plank)  - 4.30
3. L'urlo (Nannini/Riva/Braune) - 4.09
4. Siamo ricchi (Nannini/Riva/Paoluzzi)  - 3.59
5. Ciao (Nannini/Riva/Paoluzzi/Plank) - 4.45
6. Fiesta (Nannini/Riva) - 3.51
7. Ballami (Nannini/Riva) - 4.47
8. Se vai via (Nannini/Riva/Paoluzzi) - 4.42

## Formazione
- Gianna Nannini - voce, pianoforte
- Hans Baar - basso, chitarra, sintetizzatore
- Rüdiger Braune - batteria, sintetizzatore
- Claudio Cattafesta - chitarra, cori
- Claudio Golinelli - basso
- Conny Plank - sintetizzatore
- Pino Scagliarini - tastiera, cori
- Rudy Spinello - chitarra
- Freddy Steady - batteria, percussioni

## Promozione
| Video Promo | Singolo     | Radio Promo | Data di uscita | Classifica Singoli - Hit Parade Italia |
| Fotoromanza | Fotoromanza | Fotoromanza | luglio 1984    | # 1                                    |

## Classifiche

### Classifiche settimanali
| Classifica (1984) | Posizione massima |
| ----------------- | ----------------- |
| Austria           | 13                |
| Germania          | 27                |
| Italia            | 2                 |
| Svizzera          | 1                 |

### Classifiche di fine anno
| Classifica (1984) | Posizione |
| ----------------- | --------- |
| Italia            | 2         |
| Svizzera          | 17        |